# Капитанеи

## Происхождение
Существовало два типа вальвассоров, различимых по уровню власти, которой они обладали. Члены верхнего эшелона субвассалов, или капитанеи, так же как и их субвассалы, назывались вальвассорами. Капитанеи (capitanei), как их стали называть в середине 11 века, были «наделены императорской и церковной собственностью» церковными и светскими землевладельцами, которые сами были вассалами короля. Однако к 12 веку термин «вальвассоры» применялся исключительно к нижнему эшелону субвассалов, и примерно в то же время в немецком языке произошло аналогичное изменение, поскольку слово «риттер» (рыцарь) стало в первую очередь обозначать вассала в нижней части феодальной пирамиды.
Большие вальвассоры – капитанеи, которые поддерживали замки в сельской местности и малые вальвассоры – вассалы капитанеев – заняли сильные позиции в Милане, в немалой степени подкрепленные тем фактом, что их родственники были канониками соборов. Однако со второй половины 10 века обе группы зависели почти исключительно от архиепископа в своих феодах; до середины XI века члены дворянских семей также могли вступать в феодальные отношения с архиепископом.

## Капитанеи в Локарно
Капитанеи – группа известных дворянских семей, появившихся в раннем Средневековье и управлявших Локарно. Термин впервые упоминается в документе, предоставляющем городу рыночные права императором Фридрихом I в 1164 году. Этот титул первоначально был зарезервирован только за прямыми вассалами королевского феода. Младшие вассалы – вальвассоры – могли быть удостоены звания «капитанеи» в особой цессии. Первоначальные капитанеи, вероятно, были потомками старинной ломбардской знатной семьи Да Бесоццо из графства Сеприо (Seprio), исторического региона Ломбардия, который включал районы в южном Тичино и современные итальянские провинции Варезе и Комо на западной стороне озера Маджоре, и был сосредоточен в Кастельсеприо, примерно в 20 километрах к югу от Локарно.

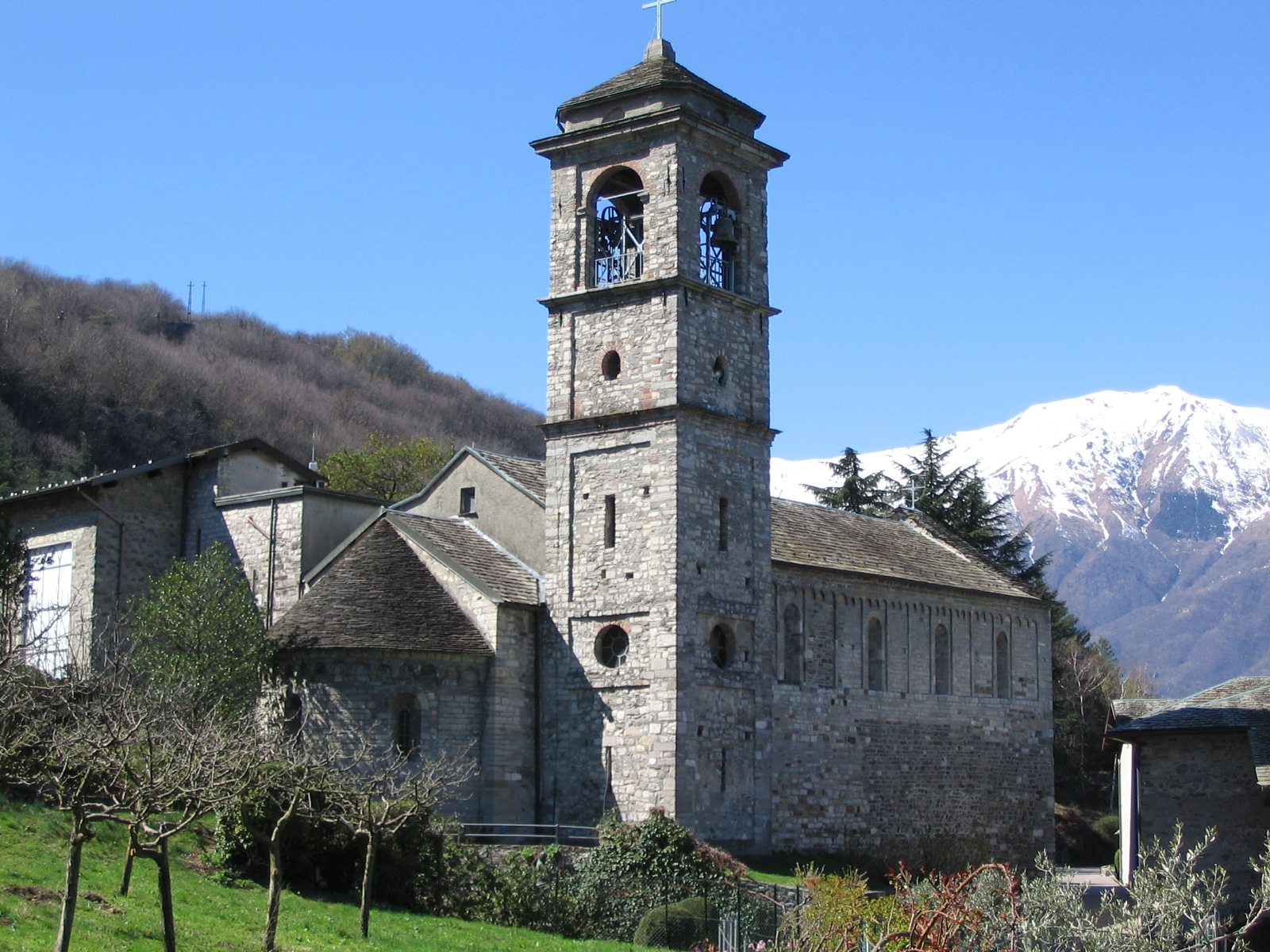
Пьеве в Колико.

Около 1000 года семья Да Бесоццо получила поместье в Локарно от раскольнического епископа Комо Ландольфо да Каркано. Капитанеи получили право распоряжаться имуществом Церкви, вверенным местной пьеве (приходской церкви), они обладали правами иммунитета и принуждения, но не были владельцами земель сельских общин (вичини), за исключением церквей и королевских поместий. Они не имели права на высшую справедливость, поэтому их политическая власть была ограничена. Однако они сыграли важную роль в более поздних конфликтах 13-14 веков между гвельфами и гибеллинами, а также в войнах между Комо и Миланским герцогством.
В 16 веке, в период Реформации, две из трех великих феодальных семей капитанеи – Муральто и Орелли – покинули Локарно и переехали в Цюрих. В Берне обосновалась другая ветвь Муральто. Третья великая семья – Магория – осталась в Локарно. Капитанеи сохраняли центральную роль в политике Локарно до 1798 года. В 1803 году их земли и права были объединены в политический муниципалитет Локарно.

## Участие в политических событиях
Королевство Италия, созданная лангобардами, практически перестало существовать как отдельное образование в начале 11 века. Павия больше не функционировала как административный центр после 1024 года, когда был разрушен королевский дворец. Большую выгоду от новой ситуации получил Милан, чей архиепископ Гериберт (Ариберт) сыграл роль создателя королей при избрании Конрада II итальянским королем в 1026 году. Но архиепископ столкнулся со значительным сопротивлением со стороны своих младших вассалов, вальвассоров, которые восстали по его возвращении в Милан после поддержки Конрада в Бургундии. Корни этого восстания лежали в споре между двумя рядами воинской элиты Милана, капитанеями и вальвасорами, по поводу наследования феодальных владений. Конрад II смог восстановить мир между этими разногласиями в 1037 году посредством Конституции феодальных владений, которая сделала феодальные владения вальвассоров наследственными.. В частности, в ней было указано: «Феодалы и вассалы должны быть примирены, чтобы они могли гармонично сосуществовать, и последние могли рассчитывать на то, что они будут верно служить нам и своим феодалам». Таким образом, эта привилегия проводит четкое различие между феодалами – епископами, аббатами, аббатисами, маркграфами и графами, а также «другими» магнатами, которые называются сеньорами или лордами – и вассалами или милитами (milites) – капитаниями и их милитами (eorum milites) – их вассалами – младшими вальвассорами.